# Josep Mir i Llussà
Josep Mir i Llussà (Solsona, 1701/1704 - Madrid, 1764) fou un compositor català de l'època del Barroc.
Fou mestre de capella del Real convento de Señoras de la Encarnación (agustines recol·lectes) de Madrid: com a tal figura en la censura aprovada que precedeix i donà a la Llave de modulación del d'Antoni Soler, datada a Madrid el 15 de desembre de 1761. Mir i Llussà assolí gran celebritat com a compositor i fama d'home docte en la facultat durant la segona meitat del segle xviii, i les seves obres es cantaren des del 1756 fins a les primeries del segle xix.
El catàleg de les seves obres és molt abundant i només a l'Arxiu de Música del Real Monasterio de San Lorenzo de El Escorial s'hi conserven: Missa (a vuit); Dixit dominus (dos), Beatus vir, Credidi Laudate Dominum omnes gentes, Lauda Jerusalem, Loetatus sum, Magnificat, Completas (1759), Mirabilia de la Nona de La Ascensión, Miserere, dues Lletanies, Villancet a Sant Jeroni (1756), tres Villancicos al SSmo, Scto. (1757), una col·lecció de set Villancicos al SSmo. Scto. (1761), dues Cantadas al Nacimiento de N. S. Jesucristo a solo de contralt, i altres diverses, totes a vuit veus amb l'orquestra acostumada en aquell temps de violins, oboès, trompes i baixos (baix i violí) més l'acompanyament d'orgue obligat o no.
En Mir i Llussà, com en tots els seus contemporanis, s'hi manifesta la decadència musical d'Espanya amb la pèrdua d'aquella robustesa viril i sòlida de l'art antic, que cedeix el lloc a nènies melòdiques, candoroses i toves entre les que s'ensorra tot el fort i seriós cos tècnic que fou patrimoni dels mestres espanyols de catedral del segle xvi.